# Akademia Nauk i Sztuk Republiki Serbskiej
Akademia Nauk i Sztuk Republiki Serbskiej (serb. Академија наука и умјетности Републике Српске; zapis zlatynizowany Akademija nauka i umjetnosti Republike Srpske, w skrócie ANURS) – państwowa instytucja naukowa, działająca w Republice Serbskiej (część składowa Bośni i Hercegowiny), jako placówka skupiająca najwybitniejszych uczonych, pracujących w tej części kraju. Siedziba Akademii mieści się w Banja Luce. Od 2009 roku jest ona członkiem International Science Council.
Została utworzona na zebraniu założycielskim, które odbyło się w dniu 11 października 1996 roku w hotelu Bistrica na stokach Jahoriny. Posiada cztery wydziały: Wydział Nauk Społecznych, Wydział Literatury i Sztuki, Wydział Nauk Przyrodniczych, Matematycznych i Technicznych, oraz Wydział Nauk Medycznych. Na terenie Akademii działają następujące instytuty badawcze: Instytut Badań Społecznych, Instytut Historii, Instytut Języka i Literatury Serbskiej, oraz Instytut Nauk Przyrodniczych i Technicznych. Pierwszym prezesem placówki został Petar Mandić, jego zastępcą był Slavko Leovac, a sekretarzem generalnym Vojin Komadina.

## Prezesi Akademii Nauk i Sztuk Republiki Serbskiej
Na przestrzeni lat Prezesami Akademii byli:
| Imię i nazwisko  | Okres sprawowania funkcji |
| ---------------- | ------------------------- |
| Petar Mandić     | 1996–1999                 |
| Slavko Leovac    | 2000                      |
| Veselin Perić    | 2000–2003                 |
| Milan Vasić      | 2003                      |
| Rajko Kuzmanović | 2004–obecnie              |

## Członkowie
Członkami Akademii są między innymi:
- Aleksa Buha
- Gojko Đogo
- Slobodan Remetić
- Jelena Guskova
- Peter Handke
- Predrag Milojević
- Dragan Simeunović
- Desanka Kovačević-Kojić
- Emir Kusturica
- Srboljub Živanović
- Rajko Nogo
- Darko Tanasković
- Nebojša Lalić